# Liste der denkmalgeschützten Objekte in Lestkov
Grundlage dieser Liste der denkmalgeschützten Objekte in Lestkov ist die ÚSKP-Liste (Ústřední seznam kulturních památek České republiky, deutsch Zentrale Liste der Kulturdenkmäler der Tschechischen Republik), die von der tschechischen Denkmalschutzbehörde NPÚ (Národní památkový ústav, deutsch Nationale Denkmalbehörde) seit 1987 geführt wird und an die seit dem Jahr 1850 geschaffenen Listen anschließt.

## Denkmalgeschützte Objekte nach Ortsteilen

### Lestkov
| Lage                                 | Objekt                        | Beschreibung                  | ÚSKP-Nr.                  | Bild                          |
| ------------------------------------ | ----------------------------- | ----------------------------- | ------------------------- | ----------------------------- |
| Dorfplatz (Standort)                 | Statue hl. Dominikus          | Statue hl. Dominikus          | 34718/4-1797 Info Katalog | Statue hl. Dominikus          |
| u Nr. 84 (Standort)                  | Kornspeicher bei Nr. 84       | Kornspeicher                  | 27034/4-1800 Info Katalog | Kornspeicher bei Nr. 84       |
| Dorfplatz, bei der Schule (Standort) | Statue hl. Antonius von Padua | Statue hl. Antonius von Padua | 44341/4-4724 Info Katalog | Statue hl. Antonius von Padua |
| Lestkov (Standort)                   | Kirche hl. Prokop             | Kirche hl. Prokop             | 39084/4-1795 Info Katalog | weitere Bilder                |

### Domaslav
| Lage                | Objekt           | Beschreibung                             | ÚSKP-Nr.                  | Bild           |
| ------------------- | ---------------- | ---------------------------------------- | ------------------------- | -------------- |
| Domaslav (Standort) | Kirche hl. Jakob | Kirche hl. Jakob mit geschmiedetem Kreuz | 36688/4-1801 Info Katalog | weitere Bilder |

### Vrbice u Bezdružic
| Lage                                           | Objekt                                  | Beschreibung                                                   | ÚSKP-Nr.                  | Bild |
| ---------------------------------------------- | --------------------------------------- | -------------------------------------------------------------- | ------------------------- | ---- |
| Vrbice bei Bezdružic ()                        | vorgeschichtliche Grabstätte, Hügelgrab | vorgeschichtliche Grabstätte, Hügelgrab, archäologische Spuren | 15602/4-2000 Info Katalog |      |
| links vom Zufahrtsweg zur Ortschaft (Standort) | Sühnekreuz                              | Sühnekreuz                                                     | 50173/4-5178 Info Katalog | BW   |

### Vysoké Jamné
| Lage                    | Objekt      | Beschreibung | ÚSKP-Nr.                  | Bild |
| ----------------------- | ----------- | ------------ | ------------------------- | ---- |
| Vysoké Jamné (Standort) | Dorfkapelle | Dorfkapelle  | 50342/4-5206 Info Katalog | BW   |